# Blerim
Blerim is een plaats en voormalige gemeente in de gemeente (bashkia) Fushë-Arrëz in de prefectuur Shkodër in Albanië. Sinds de gemeentelijke herindeling van 2015 doet Blerim dienst als deelgemeente en is het een bestuurseenheid zonder verdere bestuurlijke bevoegdheden. De plaats telde bij de census van 2011 913 inwoners.

## Bevolking
In de volkstelling van 2011 telde de (voormalige) gemeente Blerim 913 inwoners, een daling ten opzichte van 1.858 inwoners op 1 april 2001. De bevolking bestond in 2011 grotendeels uit etnische Albanezen (96,39%), gevolgd door kleinere aantallen Montenegrijnen.

### Religie
Van de religieuze bevolking was ongeveer de ene helft islamitisch en de andere helft katholiek. 
| Plaats | Bevolking (2011) | Islam (%)    | Katholiek (%) | Orthodox (%) | Bektashisme (%) |
| ------ | ---------------- | ------------ | ------------- | ------------ | --------------- |
| Blerim | 913              | 445 (48,74%) | 425 (46,55%)  | - (-)        | - (-)           |

## Kernen
De gemeente Blerim bestond uit zeven dorpen: Flet, Xeth, Kulumri, Trun, Blerim, Dardhë en Qebik.